# 杰梅·科默
杰梅·科默（英語：Jaime Komer，1981年9月1日—），旧姓希普（Hipp），美国女子水球运动员。她曾代表美国国家队参加2008年夏季奥林匹克运动会女子水球比赛，获得一枚银牌。